# Paraoncidium buetschlii
Paraoncidium buetschlii is een slakkensoort uit de familie van de Onchidiidae. De wetenschappelijke naam van de soort is voor het eerst geldig gepubliceerd in 1907 door Stantschinsky.